# Ишков, Михаил Никитич
Ишко́в Михаи́л Ники́тич; (род. 29 марта 1947, село Михайловка Алтайского края) — русский писатель, драматург и переводчик, работает в жанрах исторической книги и фэнтези.
Член Союза писателей России.

## Биография
Родился в селе Михайловка Алтайского края 29 марта 1947 года. в семье офицера. С 1951 года живёт в Подольске, здесь же окончил среднюю школу. В 1969 году окончил Московский институт инженеров геодезии, аэрофотогеодезии и картографии (МИИГАиК) и заочно закончил  Литинститут им. М. Горького в 1980 году. Работал инженером, редактором в издательстве "Современник" в 1983 году, также заведующим редакцией русской прозы в издательстве "Советский писатель" в 1990—1992 годах.

## Литературная деятельность
Литературным дебютом можно считать сборник повестей и рассказов «Краеугольный камень», вышедший в 1990 году в «Советском писателе». Автор исторических и фантастических романов, в том числе известных «Валтасар», «Сен-Жермен», «Траян», «Золотая чаша», «Имя власти».

### Исторические романы
- Кортес. Роман. М., "Армада", 1998. 415 с.
- Сен-Жермен. Роман. М., "Армада", 1998. 412 с.
- Навуходоносор. М., "Астрель", "ACT", 2001.448 с. Тираж 10000 экз.
- Валтасар. Падение Вавилона. Ист. роман. М. Астрель, 2002. 448 с.
- Марк Аврелий. М. Астрель, 2003. 445 с.
- Коммод. Шаг в бездну. М. Астрель, 2005. 515 с.
- Траян. М. Астрель, 2005. 494 с.
- Траян. Златният изгрев. Болгария. София. Изд. Ирина Галчовска-Гея II. 2007. 430 с.
- Адриан. Имя власти. М. Астрель, 2008. 540 с.
- Вольф Мессинг. М. Астрель, 2009.
- Никола Тесла. Изобретатель тайн. М. Астрель, 2010. 448 с. Тираж 5000 экз.
- Семирамида. Золотая чаша. М. Астрель, 2010. Тираж 3000 экз.
- Сен-Жермен. М.Вече. 2011. 416 с. Тираж 4000 экз.
- Супервольф. М.Вече. 2012. 464 с. Тираж 5500 экз.
- Супердвое. Версия Шееля. М.Вече. 2012. 368 с. Тираж 4000 экз.
- Семирамида. М.Вече. 2013. 384 с.

### Фэнтези, проза
- Краеугольный камень. М., "Сов. писатель", 1990
- В рабстве у бога. М., Центрполиграф, 1999 (другое название Знак оборотня). 475 с. Тираж 12000 экз.

### Переводы (с английского)
- Эвелина Энтони. Алая нить. Роман. М., А/о Сатка, Сиринъ ЛТД, 1994
- Джулиан Мэй. Враг. Роман. М., Армада, 1995. 541 с.
- Джулиан Мэй. Алмазная маска. Роман. М., Армада, 1996. 462 с.
- Мэрион Зиммер Брэдли. Повелительница ястреба. Роман. М., Армада, 1996. 458 с.
- Мэрион Зиммер Брэдли, Джулиан Мэй, Андрэ Нортон. Черный триллиум. М., Армада, 1995. 511 с. 2-е издание М., Эксмо, 2002. 604 с.
- Мэрион Зиммер Брэдли. Два завоевателя. Роман. М., Армада, 1997. 443 с.
- Джек Уильямс, Джеймс Ганн. Звездный мост. Роман. М., Армада, 1997. 394 с.
- Джулиан Мэй. Магнификат. Роман. М., Армада, 1997
- Майкл Стакпол. Кровавое наследство. Роман. М., Армада, 1997
- Кристофер Кубасик. Подмененный. Роман. М., Армада, 1997
- Майкл Стакпол. Преступные намерения. Роман.. М., Армада, 1998
- Джон Браннер. Межгалактическая империя. Роман. М., Армада, 1998
- Алан Дин Фостер. Пожиратели света и тьмы. Роман. М., АСТ 1998. 350 с.
- Дин Андерссон. Воительница. Жажда мести. М., Армада, Альфа-книга, 2002
- Алан Дин Фостер. Триумф душ. Роман. М., АСТ, 2002
- Дэниэл Киз Моран. Изумрудные глаза. М., Альфа-книга, 2002. 447 с. 447
- Дэниэл Киз Моран. Большие гонки. М., Альфа-книга, 2004.511 с. Архивная копия от 3 ноября 2015 на Wayback Machine